# Democrito Gandolfi
Democrito Gandolfi (Bologna, 1797 – Bologna, 1874) è stato uno scultore italiano. Fu artista noto nella corrente del neoclassicismo.
Discendeva da una famiglia di artisti. Il nonno Gaetano e il fratello di quest’ultimo, Ubaldo, erano due pittori nella Bologna settecentesca dove eseguironi sia decorazioni a fresco di palazzi nobiliari e chiese che pale d’altare e quadri di soggetto storico-mitologico.
Il padre Mauro era incisore e pittore e dipinsa la volta di una sala del Palazzo Comunale di Bologna.

## Biografia
Democrito, su consiglio del padre, che collaborava con i milanesi fratelli Vallardi, si iscrisse alla Reale Accademia di Brera.
Nel 1829 la Commissione Municipale di Milano gli commissionò due statue per la Barriera di Porta Orientale raffiguranti Cerere e Vulcano allegorie dell'agricoltura e dell’Industria; nello stesso anno, sul giornale milanese L'Eco, alcune sue opere furono lodate dallo scrittore bresciano Vittorio Barzoni, di cui in seguito l'artista (riconoscente) realizzò un busto.
Nel 1836 aprì uno studio a Milano in Corsia dei Servi. Di questi stessi anni sono il Busto della Principessa Albani, portato in mostra all’annuale Esposizione di Brera del 1837.
Nell’anno successivo portò alla mostra la statua della Primavera e il busto della contessa Gismondi, poetessa d’Arcadia, conosciuta con il nome di Lesbia Cidonia.
Il Gandolfi collaborò con il bresciano Rodolfo Vantini per la realizzazione del Cimitero monumentale di Brescia.
Lo scultore è stato incaricato il 2 marzo 1824 dalla commissione del cimitero bresciano di eseguire per la Chiesa di San Michele , all’interno del cimitero, la statua del santo dedicatario, i tredici busti raffiguranti santi, posti nelle nicchie del tamburo, due leoni sulla scalinata dell'ingresso e le due dolenti, all’esterno della sala I.
Sempre a Brescia il conte Luigi Fenaroli Avogadro lo incaricò nel 1825 di eseguire un busto raffigurante il fratello Antonio deceduto da poco.
Il conte Paolo Tosio  nel 1832 incaricò lo scultore ad eseguire due medaglioni raffiguranti Raffaello Sanzio e Galileo Galilei nel cortile del suo palazzo, l'Amore con lira attualmente nei Musei Civici di Brescia, copia dall’opera di Bertel Thorvaldsen, due busti raffiguranti Napoleone Bonaparte e Antonio Canova ed un piccolo tondo in terracotta raffigurante Napoleone sulle ali di un’aquila conservati nei Musei Civici di Brescia. 
Di suo padre Mauro, morto nel 1834, realizzò un busto per la tomba di famiglia nel Cimitero Monumentale della Certosa di Bologna.
Il conte Francesco Martinengo Cesaresco lo incaricò della esecuzione del monumento funebre per la moglie Flaminia nel cimitero Vantiniano,  dove raffigurò la dedicataria distesa su un sarcofago rinascimentale. 
Nel 1845 scolpì per la villa Vigoni a Menaggio la Madre di Mosè in marmo nel momento del distacco dal figlio. 
A Mantova realizzò i monumenti sepolcrali dell’architetto Paolo Pozzo e di Vittorio Barzoni.
Nel Museo del Teatro alla Scala  è conservato un medaglione con l’effigie di Vincenzo Bellini scolpito dall’artista.
Nel Museè de Picardie di Amiens è presente la statua  La Mendicante del 1854.
Alcuni bozzetti in terracotta sono conservati presso la pinacoteca di Bologna. 
Morì a Bologna nel 1874 e venne sepolto nella tomba di famiglia, all'arco 12 del chiostro Terzo del cimitero monumentale della Certosa di Bologna, insieme a Gaetano e Mauro Gandolfi. Il monumento funerario è attribuito allo scultore Giovanni Putti.

## Galleria di opere

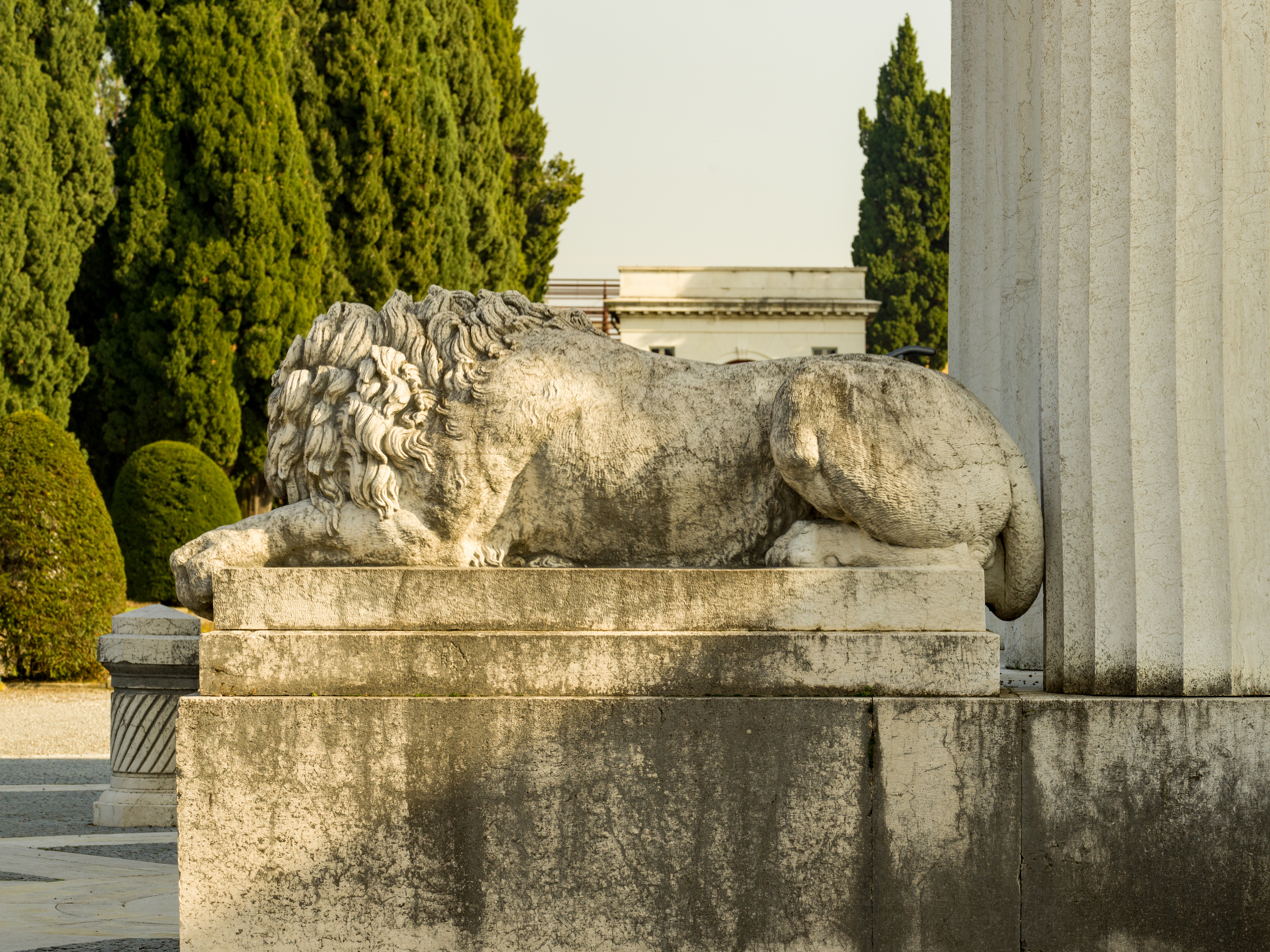
Leone alla scalinata d'ingresso della chiesa di San Michele nel Cimitero monumentale di Brescia.
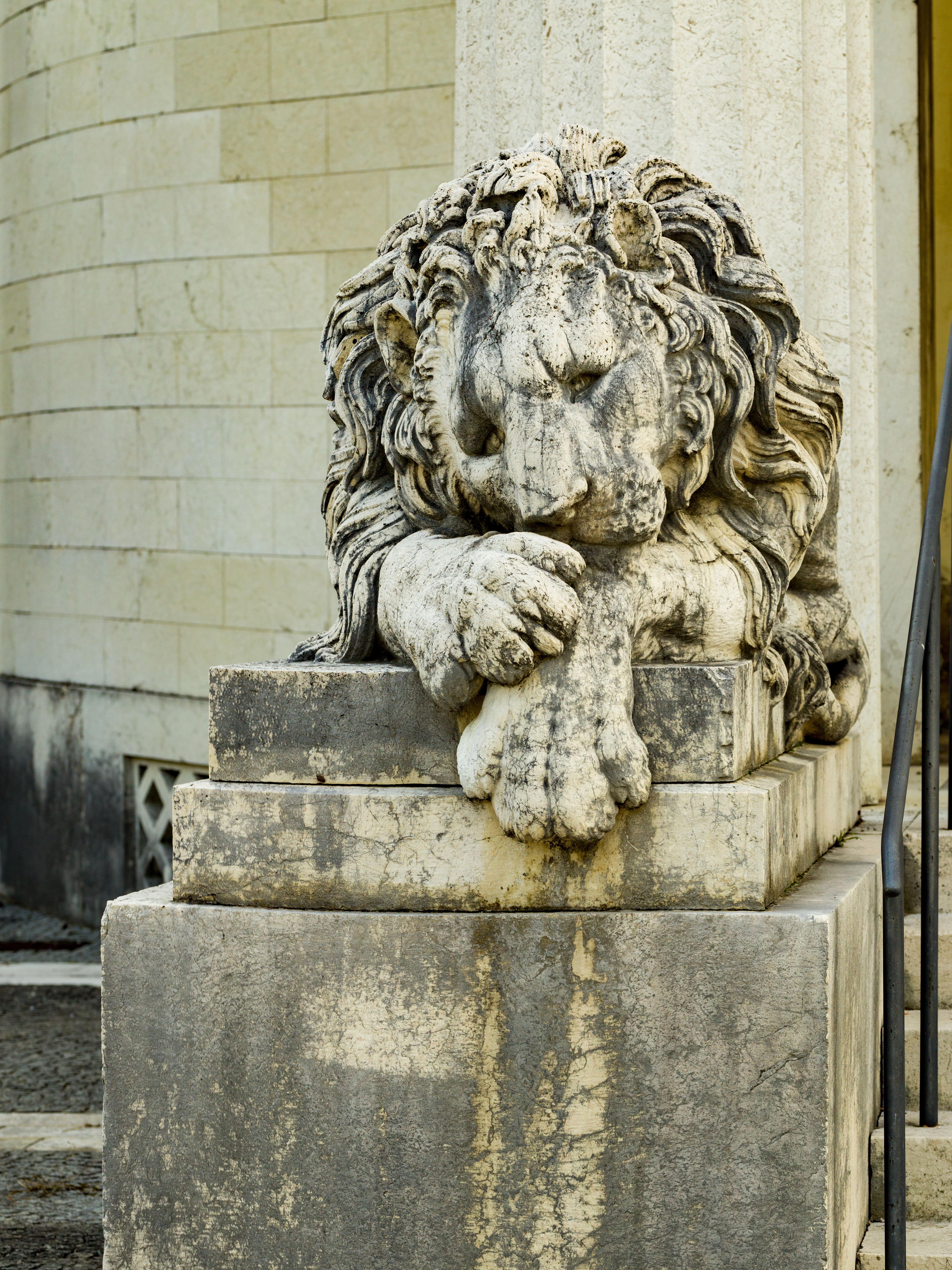
Dettaglio leoni nel Vantiniano.
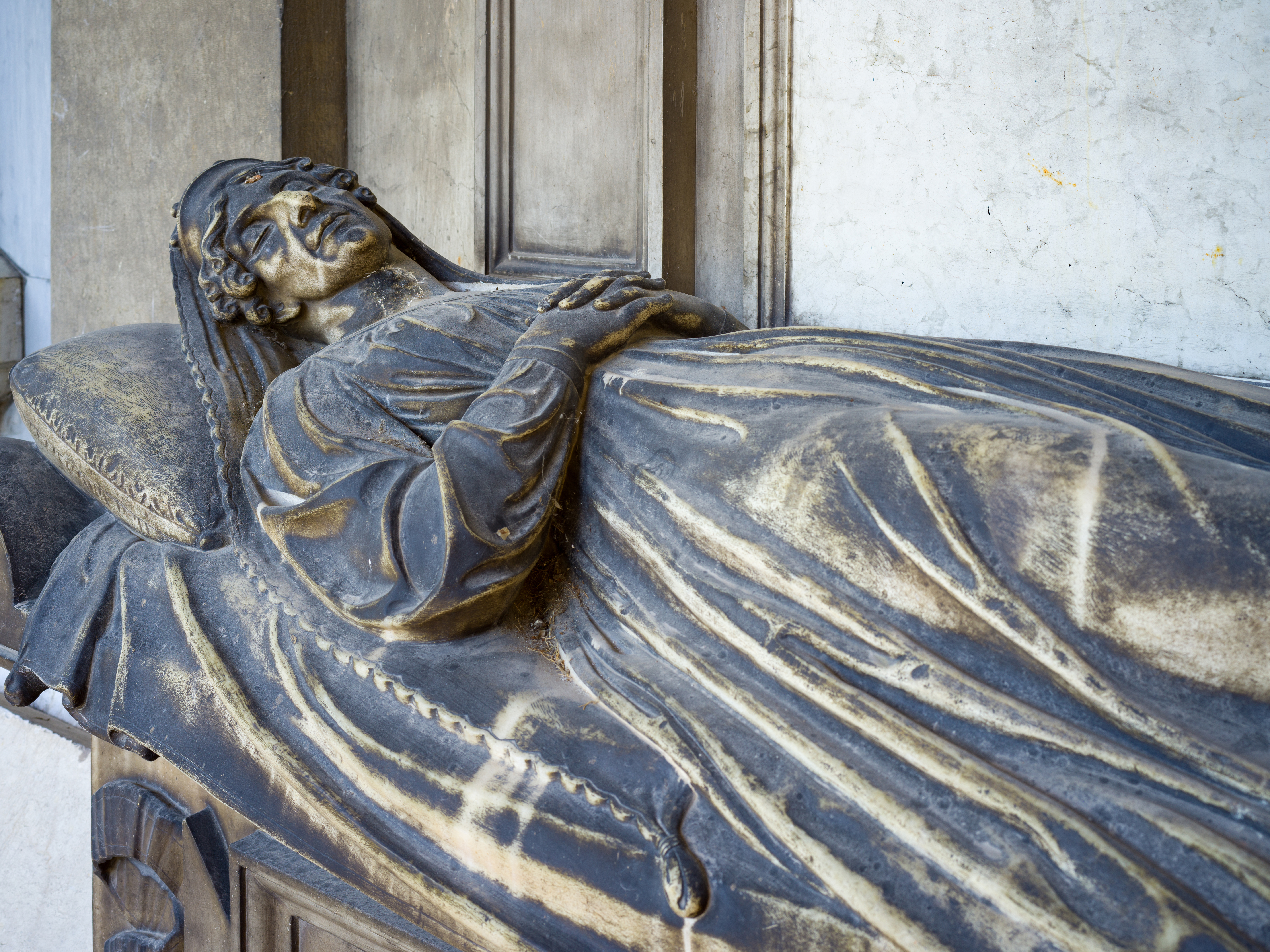
Monumento funebre della famiglia Martinengo Cesaresco nel Cimitero monumentale di Brescia.
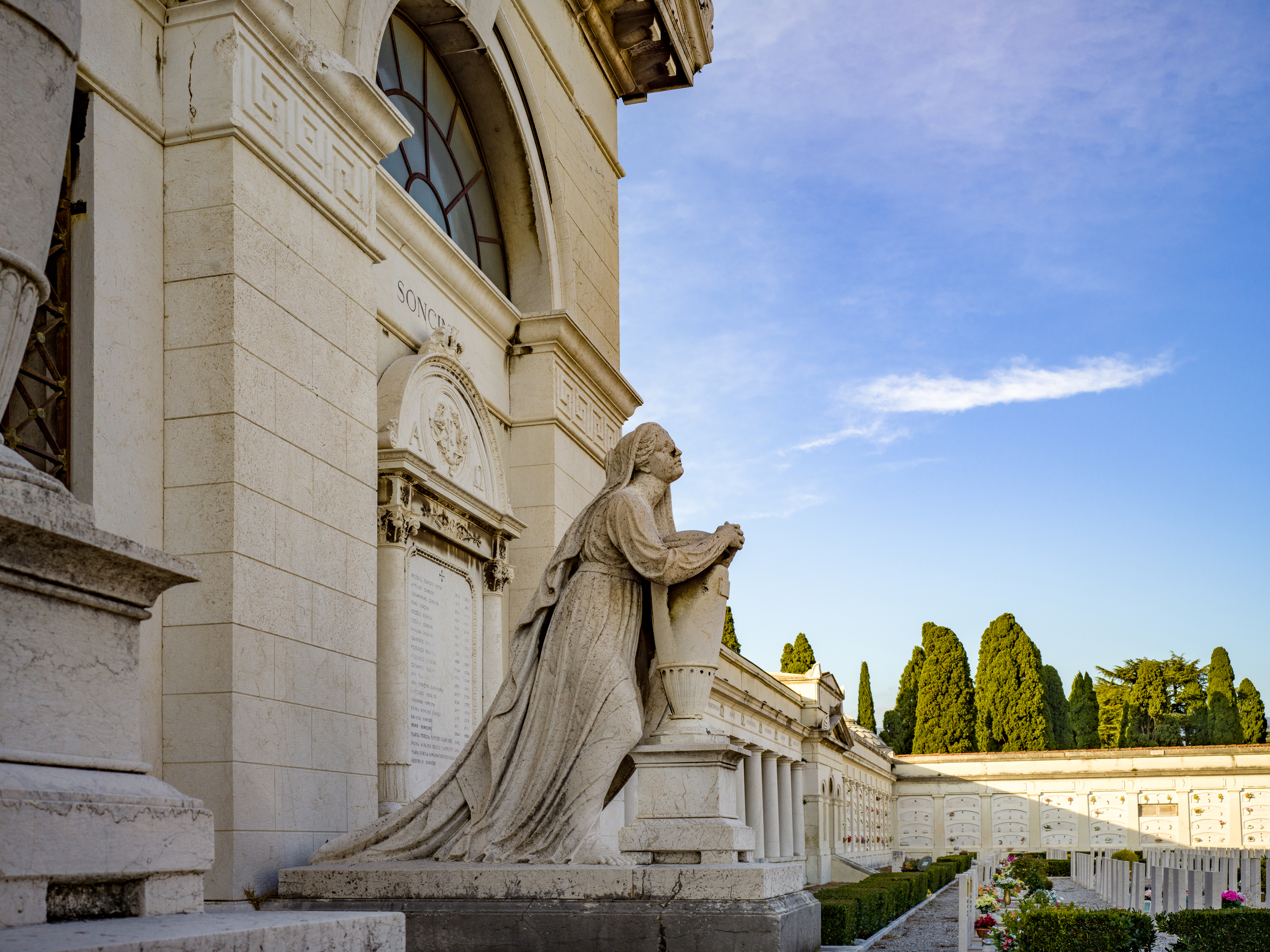
Monumento Dolenti nel Cimitero monumentale di Brescia.